# Clouds Hill
Clouds Hill je chata v jihozápadní Anglii, blízko Warehamu. Jde o bývalé obydlí Lawrence z Arábie, dnes jeho muzeum. Lawrence z Arábie si chatu pronajal v roce 1923 a v roce 1925 ji zakoupil. Po jeho smrti chatu v roce 1936 daroval jeho dědic, bratr Arnold Walter Lawrence, National Trustu, který ji stále spravuje. Dům je chráněnou památkou, v roce 2015 byla ochrana zvýšena ze stupně II na stupeň II*.